# کاغذ پیشگو

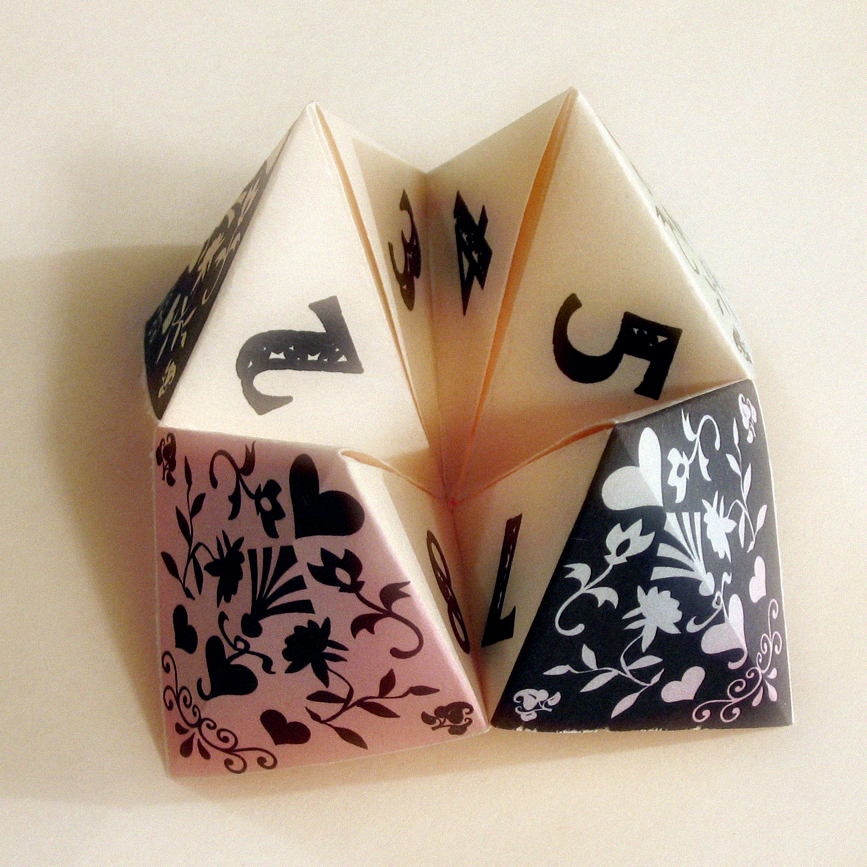
نمونه یک کاغذ پیشگو

کاغذ پیشگو (شکارچی شپش، آدم روده دراز، نمک دان، هلی کوپتر، یا paku-paku نیز نامیده می‌شود ) شکلی از اوریگامی است که در بازی‌های کودکان استفاده می‌شود. برخی از قسمتهای این کاغذ پیشگو برچسب‌های رنگی یا عددی چسبانده شده که بازیکن باید بین آنها انتخاب نماید. داخل آن ۸ وجه دارد که هر کدام یک پیغام را مخفی می‌کند. فردی که کاغذ پیشگو را دراختیار دارد، آن را را بر اساس انتخاب‌های انجام شده توسط بازیکن حرکت می‌دهد و در نهایت یکی از پیام‌های پنهان نشان داده می‌شود. این پیام‌ها ممکن است پاسخ یکسری سؤال باشد (طبق اسمی که دارد) یا ممکن است فعالیت‌هایی باشند که بازیکن باید انجام دهد.
شکل مشابه آن، نیز ممکن است به عنوان گیره یا یک نمک دان استفاده شود.

## روش ساخت
یک کاغذ پیشگو طبق مراحلی که در تصویر زیر نشان داده شده، درست می‌شود:
1. اگر ورق کاغذ شما مربع شکل نیست، یک ضلع کاغذ را بر روی ضلع کناری آن قرار دهید و و کاغذ را از روی خط مورب که در شکل می‌بینید تا بزنید. این کار را دوبار تکرار کنید، سپس قسمت اضافی کاغذ را ببرید.
2. چهار گوشه مربع را بر روی مرکز مربع قرار داده و تا بزنید. شکل به دست آمده در اصطلاح اوریگامی به پایه بلینتز یا کوسن معروف است.[۷] مربع کوچکتر را به پشت برگردانید، و دوباره چهار گوشه آن را بر روی مرکز مربع قرار دهید و تا بزنید.
3. ضلع‌های روبروی مربع را دو به دو روی هم قرار دهید و تا بزنید، سپس چهار انگشت خود را در چهار جیبی که ایجاد شده‌است فروکنید.

## پیش‌بینی آینده
برای استفاده از کاغذ پیشگو، بازیکنی که آینده را می‌گوید، چهار گوشه کاغذ را با انگشتان شصت و سبابه دو دست خود نگه می‌دارد، و وجه‌ها را دو به دو به هم می‌چسباند و باز می‌کند، به طوریکه تنها نیمی از وجه‌ها دیده شوند.
روش‌های متفاوت دیگری نیز وجود دارند، به عنوان مثال: بازیکن سؤالی از شخصی که کاغذ پیشگو را نگه داشته می‌پرسد؛ که کاغذ پیشگو این سؤال را پاسخ خواهد داد. سپس نگه دارنده یک عدد یا رنگ را سؤال می‌کند، هنگامی که شماره یا رنگ انتخاب می‌شود، از انگشتان خود برای جابجایی بین دو گروه از رنگ‌ها و اعداد روی وجه‌ها استفاده می‌کند. زمانی که حرکات و جابجایی‌های مورد نظر بازیکن انجام شد، نگه دارنده وجه مشخص شده را نشان می‌دهد، که چه چیزی روی آن نوشته شده‌است.

## استفاده‌های دیگر
علاوه بر استفاده این شکل برای پیشگویی آینده، استفاده‌های دیگری نیز برای آن وجود دارد. برای مثال به عنوان گیره ای برای گرفتن حشراتی مانند شپش می‌تواند استفاده شود، از این رو نام «شکارچی شپش» را بر روی آن گذاشته‌اند.
نام " نمک دان " نیز اشاره به استفاده دیگری از این شکل دارد که در آن، چهار نوک نمک دان بر روی میز قرار می‌گیرد و جیب‌های آن برای نگهداری مواد استفاده می‌شوند.

## تاریخچه
این شکل در سال ۱۹۲۸ در دنیای انگلیسی زبان در کتاب اوریگامی Fun with Paper Folding by Murray and Rigney (شرکت ریول، فلمینگ اچ، ۱۹۲۸، ص ۱۰) تحت عنوان نمک دان معرفی شد. استفاده از کاغذ پیشگو در انگلیس از دهه ۱۹۵۰ می‌باشد. اگر چه کلمه شکارچی شپش یا "catotie catchcher" با معانی دیگری در ایالات متحده برای مدت طولانی مورد استفاده قرار گرفته‌است،استفاده از این عبارت برای کاغذ پیشگو حداقل به دهه ۱۹۶۰ برمی گردد.